# 招股書

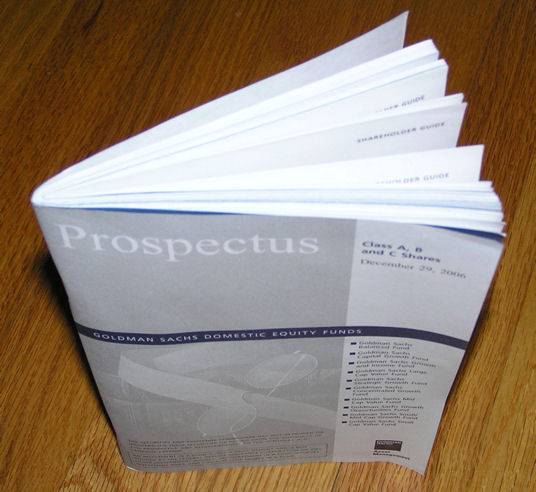
美國的一本招股書

招股書（英語：Prospectus），或稱招股說明書、公開說明書，是股份有限公司在發行股票時，必須就發行中的有關事項向公眾作出信息披露的邀請性法律文件。

## 中華人民共和國規定
- 中華人民共和國《公司法》第88條規定，發起人向社會公開募集股份時必須公告招股說明書。本招股說明書是發行人向中國證監管理委員會申請公開發行申報材料的必備部分。
- 中國證監委發佈信息披露的內容與格式準則第1號《招股說明書的內容與格式》規定，凡在中華人民共和國境內公開發行股票和將其股票在經國務院證券委員會批准可以進行股票交易的發行人，在申請公開發行股票時應按照本準則編製招股說明書。[1]
- 國務院發佈的《股票發行與交易管理暫行條例》第14條規定，申請發行股票，招股說明書是應向地方政府或中央企業主管部門報送文件之一。

招股書附錄的內容至少包括以下各項：
- 發行人的公司章程和細則
- 發行人的營業執照
- 財務報表及其註釋和審計報告
- 財務報表差異調節表；如既發行A股又發行B股或在境內發行又在境外發行，由於會計準則不同致不同類型的財務報表不完全相同，應當對其差異編製調節表，說明差異原因
- 盈利預測報告和註冊會計師的意見
- 法律意見書
- 資產評估報告